# Poločesaná příze

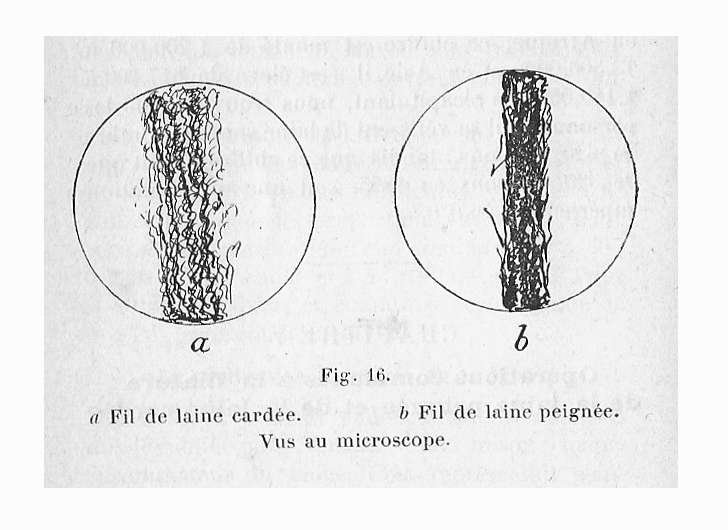
Stužky vlněných vláken: vlevo mykaná, vpravo česaná vlna

Poločesaná příze (angl.: semiworsted yarn, něm.: Halbkammgarn) je mykaný výrobek zhotovený s použitím některých prvků z technologie česané vlny.
K výrobnímu zařízení patří (na rozdíl od přádelny česané vlny) jednobubnový válcový mykací stroj, dvě pasáže protahovacích strojů s hřebenovým ústrojím, (pro jemnější příze) evtl. křídlový stroj a dopřádání na prstencovém nebo rotorovém stroji.
(Vyčesávání krátkých vláken se neprovádí.) 
Jako surovina se používají hrubé kříženecké vlny, směsí vlny s umělými vlákny (5-13 dtex), směsí umělých vláken (např. polyester/viskóza) a ve zvláštních případech také směsi s kašmírskou vlnou nebo s angorou.
Výrobky v jemnostech cca 25-1000 tex jsou stejnoměrnější a pevnější než mykané příze (poměrně stejnoměrná délka a méně krátkých vláken), ale jakostní hodnoty česaných přízí nikdy nedosahují. Používají se na ruční pletení, koberce, přikrývky, dekorační tkaniny aj.
Příze vyráběné tzv. konvertorovou technologií jsou velmi podobné s poločesanými produkty. Pramen vláken předkládaný protahovacím strojům zde přichází od konvertoru (namísto od mykacích strojů), technologie se dá použít jen pro umělá vlákna, v ostatním je shodná se shora popsaným procesem.